# Liste der denkmalgeschützten Objekte in Miesenbach bei Birkfeld
Die Liste der denkmalgeschützten Objekte in Miesenbach bei Birkfeld enthält die 6 denkmalgeschützten, unbeweglichen Objekte der Gemeinde Miesenbach bei Birkfeld im steirischen Bezirk Weiz.

## Denkmäler
| Foto |                 | Denkmal                                                                    | Standort                                 | Beschreibung | Metadaten |
| ---- | --------------- | -------------------------------------------------------------------------- | ---------------------------------------- | --- | --- |
| ja   | Datei hochladen | Ehem. Pfarrhof HERIS-ID: 87104 Objekt-ID: 101482                           | Dorfviertel 1 Standort KG: Weiglhof      | Der ehemalige Pfarrhof stammt aus dem 2. Viertel des 18. Jahrhunderts. Er wurde 1967 renoviert. Der neue Pfarrhof wurde am anschließenden Grundstück errichtet. | BDA-Hist.: Q37718497 Status: § 2a Stand der BDA-Liste: 2025-06-30 Name: Ehem. Pfarrhof GstNr.: .2/5                                                                               |
| ja   | Datei hochladen | 4. Station des Kreuzweges HERIS-ID: 87112 Objekt-ID: 101490                | bei Dorfviertel 3 Standort KG: Weiglhof  | | BDA-Hist.: Q37718615 Status: § 2a Stand der BDA-Liste: 2025-06-30 Name: 4. Station des Kreuzweges GstNr.: .91/6 Kreuzweg, Miesenbach bei Birkfeld                                 |
| ja   | Datei hochladen | Kath. Pfarrkirche hl. Kunigunde HERIS-ID: 87102 Objekt-ID: 101480          | Standort KG: Weiglhof                    | Die Pfarrkirche ist ein spätgotischer Bau, der im Hochbarock erweitert wurde. Der Westturm ist im unteren Teil quadratisch, im oberen Teil achteckig. Der Hochaltar aus der 2. Hälfte des 17. Jahrhunderts wurde von der Friedhofskapelle übertragen. 1971 erfolgte eine Innenrestaurierung der Kirche. | BDA-Hist.: Q37718450 Status: § 2a Stand der BDA-Liste: 2025-06-30 Name: Kath. Pfarrkirche hl. Kunigunde GstNr.: .1 Saint Cunigunde of Luxembourg Church (Miesenbach bei Birkfeld) |
| ja   | Datei hochladen | Friedhof mit Kapellen und Kriegerdenkmal HERIS-ID: 87103 Objekt-ID: 101481 | Standort KG: Weiglhof                    | | BDA-Hist.: Q37718472 Status: § 2a Stand der BDA-Liste: 2025-06-30 Name: Friedhof mit Kapellen und Kriegerdenkmal GstNr.: 808/4, .2/3, .2/4                                        |
| ja   | Datei hochladen | Brunnkapelle HERIS-ID: 87110 Objekt-ID: 101488                             | Standort KG: Weiglhof                    | | BDA-Hist.: Q37718573 Status: § 2a Stand der BDA-Liste: 2025-06-30 Name: Brunnkapelle GstNr.: .20/3 Brunnkapelle, Miesenbach bei Birkfeld                                          |
| ja   | Datei hochladen | 4 Kreuzwegstationen HERIS-ID: 87116 Objekt-ID: 101494                      | neben Bucheggerweg Standort KG: Weiglhof | | BDA-Hist.: Q37718635 Status: § 2a Stand der BDA-Liste: 2025-06-30 Name: 4 Kreuzwegstationen GstNr.: .91/1, .91/2, .91/3, .91/4 Kreuzweg, Miesenbach bei Birkfeld                  |